# Ruta F-518
La Ruta F-518 es una ruta sin pavimento. Conecta a Los Almendros (sector alto de Reñaca), Bosques de Montemar (sector alto de Concón) y la Ruta F-30E.

## Enlaces
- Datos: Q6113975